# Pirajuí (ort)
Pirajuí är en ort i Brasilien.   Den ligger i kommunen Pirajuí och delstaten São Paulo, i den södra delen av landet, 700 km söder om huvudstaden Brasília. Pirajuí ligger 499 meter över havet och antalet invånare är 17 503.
Terrängen runt Pirajuí är platt, och sluttar norrut. Pirajuí är det största samhället i trakten.
Omgivningarna runt Pirajuí är huvudsakligen savann. Runt Pirajuí är det ganska glesbefolkat, med 30 invånare per kvadratkilometer.